# جادوگر سفید
جیدیس ضدقهرمان اصلی در خواهرزاده جادوگر و شیر، کمد و جادوگر در مجموعهٔ داستان‌های سرگذشت نارنیا نوشتهٔ سی. اس. لوئیس است. از او در شیر، کمد و جادوگر، معمولاً به عنوان جادوگر سفید، کسی که نارنیا را صد سال در زمستانی فرو برده، یاد می‌شود.

## تاریخچهٔ شخصیت
جادوگر سفید پیش از آفرینش نارنیا زاده شد و در جنگ در سال ۱۰۰۰ نارنیایی درگذشت.

### خواهرزاده جادوگر
در خواهرزاده جادوگر، جیدیس به عنوان ملکهٔ چارن، شهری در یک دنیایی کاملاً متفاوت از نارنیا معرفی شده‌است. او آخرین نفر از یک شجره‌نامهٔ طولانی از پادشاهان و ملکه‌ها است، که در آغاز نیک بودند اما در طی چند نسل پلیدی در آن‌ها رشد یافت و تمام جهان چارن را فتح کردند. جیدیس، جادوگر قدرتمند، یک جنگ خونین را علیه خواهرش آغاز کرد. در لحظهٔ شکست، جیدیس تصمیم به تسلیم شدن نگرفت، اما به جای آن نفرینی را بر زبان آورد که تمام حیات بر روی چارن به جز خود او را نابود ساخت. او سپس یک طلسم خواب بر خودش افسون کرد، و به انتظار نشست تا کسی او را از چارن نجات دهد.
دیگوری کیرک و پولی پلامر زمانی که ستارهٔ مادر سیاره کهن‌سال به یک غول سرخ ملال‌آور تبدیل شده، به خرابه‌های چارن از طریق سحر و جادوی عموی دیگوری می‌رسند، که نشان از این دارد که میلیون‌ها سال گذشته‌است. این دو، زنگوله‌ای را می‌یابند که جیدیس آن را برای شکستن طلسم قرار داده است. با وجود هشدار پولی، دیگوری زنگوله را به صدا درمی‌آورد. جیدیس بیدار شده و آن‌ها را به لندن در سال ۱۹۰۰ می‌فرستد. او در ابتدا هدف تسخیر جهان را دارد، اما در می‌یابد که سحر و جادویش در آنجا کار نمی‌کند. دیگوری به دنبال تصحیح اشتباه خود، تلاش می‌کند تا دوباره به چارن برگردند، اما آن‌ها در نهایت به جای دیگر در جهانی به نام نارنیا که توسط شیری به نام اصلان اداره می‌شود، منتقل می‌شوند.
جیدیس راه خود را به باغی در یک کوه در غرب نارنیا، جایی که او معتقد بود خوردن یک سیب او را جاودانه خواهد کرد باز می‌کند. او سیب را می‌خورد، با این حال، این جاودانگی برای او هزینه‌ای دربردارد: پوست او به رنگ سفید درآمده، و پلیدی قلب او را فرا می‌گیرد.

### شیر، کمد و جادوگر
در شیر، کمد و جادوگر، ۱۰۰۰ سال نارنیایی پس از حوادث خواهرزاده جادوگر، جیدیس قدرت نارنیا را غصب کرده و در حال حاضر به عنوان جادوگر سفید شناخته می‌شود. او توسط نژادهای مختلف از جمله گرگ‌ها، دورف‌های سیاه، گرگینه‌ها، ارواح درختان که در کنار او هستند، غول‌ها، بوگلس‌ها، اوگرس‌ها، مینوتورها، اشباح و جن‌ها حمایت می‌شود و او صاحب چوبی است که با او می‌تواند دشمنان را به سنگ تبدیل کند.
در زمانی که بچه‌های پونسی به نارنیا می‌رسند، جیدیس ۱۰۰ سال است که بر آن سرزمین حکومت می‌کند. او برای اولین بار با ادموند پونسی دیدار می‌کند و او را با راحت‌الحلقوم جادویی مسحور خود می‌کند و سپس او را به بهانهٔ جانشین شدن خودش وسوسه می‌کند تا به خواهرها و برادر خود خیانت کند. اما با رویکرد اصلان، زمستان شروع به گرم شدن می‌کند، و ادموند پس از خیانت به جیدیس خود را نجات می‌دهد. جیدیس اصرار دارد که او به عنوان اولین شورشی علیه اصلان، جان ادموند را به خاطر خیانتش بگیرد. او پیشنهاد اصلان به عنوان جایگزین می‌پذیرد. در جنگل، جیدیس و پیروانش، اصلان را در این مراسم جایگزین با چاقو می‌کشند. با این حال به دلیل سحر و جادو و بی‌گناهی او زندگی دوباره به اصلان بازمی‌گردد. اصلان پس از آن به قلعه جادوگر می‌رود و تمام افرادی که به مجسمه‌های سنگی تبدیل شده بودند را به زندگی بازمی‌گرداند؛ و آن‌ها را به عنوان کمکی برای نبرد در برابر ارتش برونا جادوگر به ارمغان می‌آورد. آن‌ها ارتش او را شکست می‌دهند، و خود اصلان شخصاً جیدیس را می‌کشد.

### دیگر کتاب‌های نارنیا
در شاهزاده کاسپین، ۱۳۰۰ سال پس از مرگ او، نارنیا مورد هجوم تلمارین‌ها، یک نژاد انسان که معتقدند که نارنیا را باید از نژادهای نارنیایی پاک کنند، قرار گرفته‌است. برای مبارزه با تلمارین‌ها، یک کوتوله سیاه (نیکابریک)، یک عجوزه و یک گرگینه، مراسمی را برای احیای جیدیس ترتیب می‌دهند اما ادموند مانع آن می‌شود.

## مشخصات
جیدیس در قلمرو خود، چارن بسیار قدرتمند است. اما او در می‌یابد سحر و جادویش در جهان‌های دیگر تا حدی بی‌فایده است. او در نهایت با تقویت قوای خود، تاج‌وتخت نارنیا را غصب می‌کند و با استفاده از سحر و جادو، نارنیا را به زمستانی دائمی فرو می‌برد. ترسناک‌ترین سلاح او یک عصای چوبی است که با آن دیگران تبدیل به سنگ می‌کند و بقایای سنگ شده آنان را برای تزئین قلعه خود استفاده می‌کند. قدرت‌های دیگر او، که او بلافاصله پس از ورود به جهان دیگری از دست می‌دهد، عبارتند از: توانایی از هم پاشیدن اشیاء و افراد، خواندن ذهن، کنترل ذهن حیوانات و قدرت وحشتناک گفتن نفرین.